# Alpes uranaises
Les Alpes uranaises sont un massif montagneux situé dans la partie centrale des Alpes en Suisse. Elles sont à cheval sur les cantons du Valais, de Berne, d'Uri (dont elles tiennent leur nom), d'Obwald, de Nidwald et de Lucerne.

## Géographie

### Situation
Les Alpes uranaises sont drainées par l'Aar à l'ouest et la Reuss à l'est. Elles donnent aussi naissance au Rhône.
Elles sont entourées par les Alpes bernoises à l'ouest (au-delà du col du Grimsel), les Alpes lépontines au sud (col de la Furka) et les Alpes glaronaises à l'est.
Elles comprennent entre autres la partie septentrionale du massif du Saint-Gothard.
Les Alpes uranaises sont composées de deux groupes montagneux distincts séparés par le col du Susten. Le massif granitique méridional du Dammastock est le plus élevé. Le massif septentrional, qui culmine au Titlis, est moins élevé mais plus vaste.

### Principaux sommets

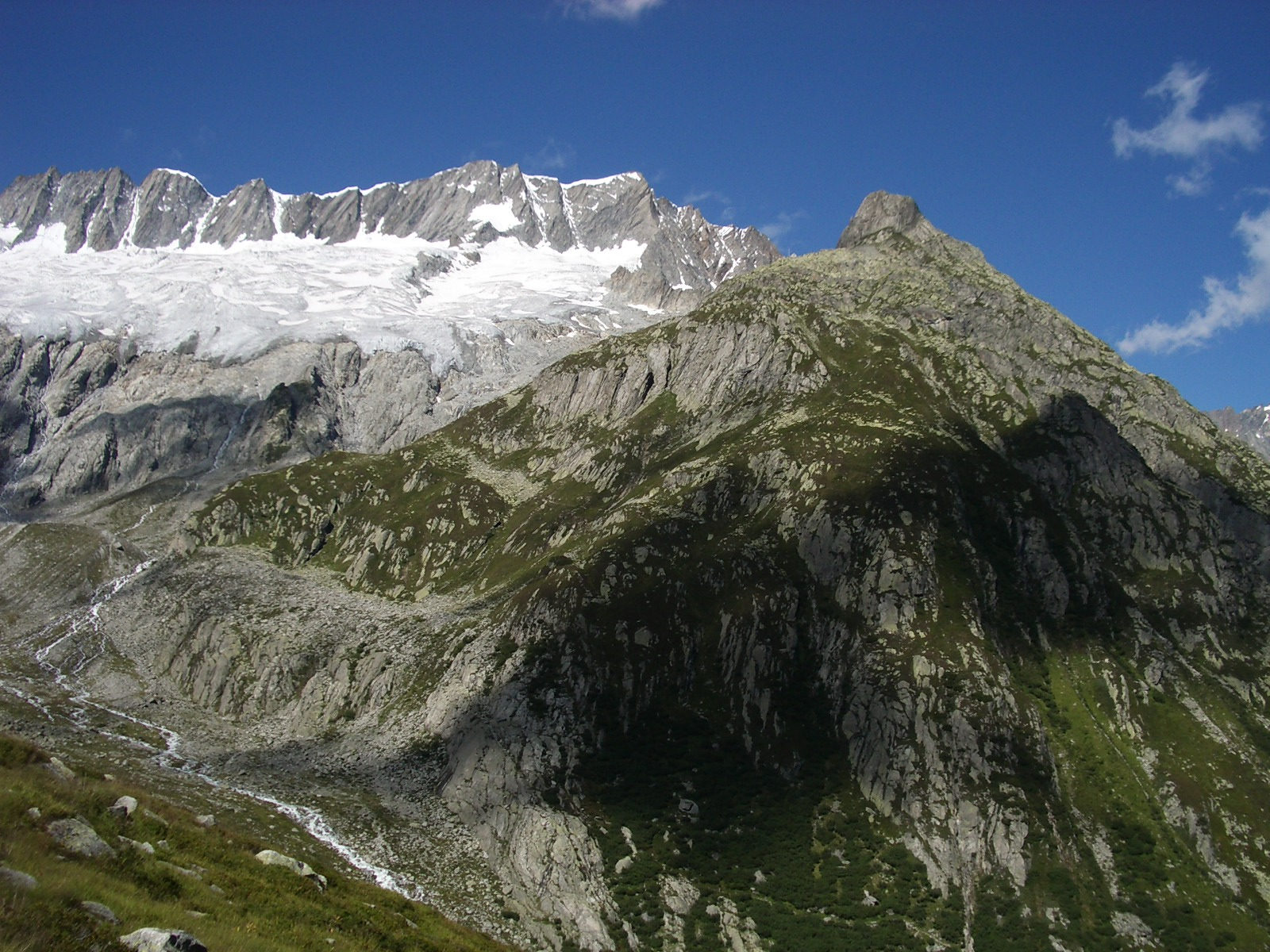
Le Dammastock

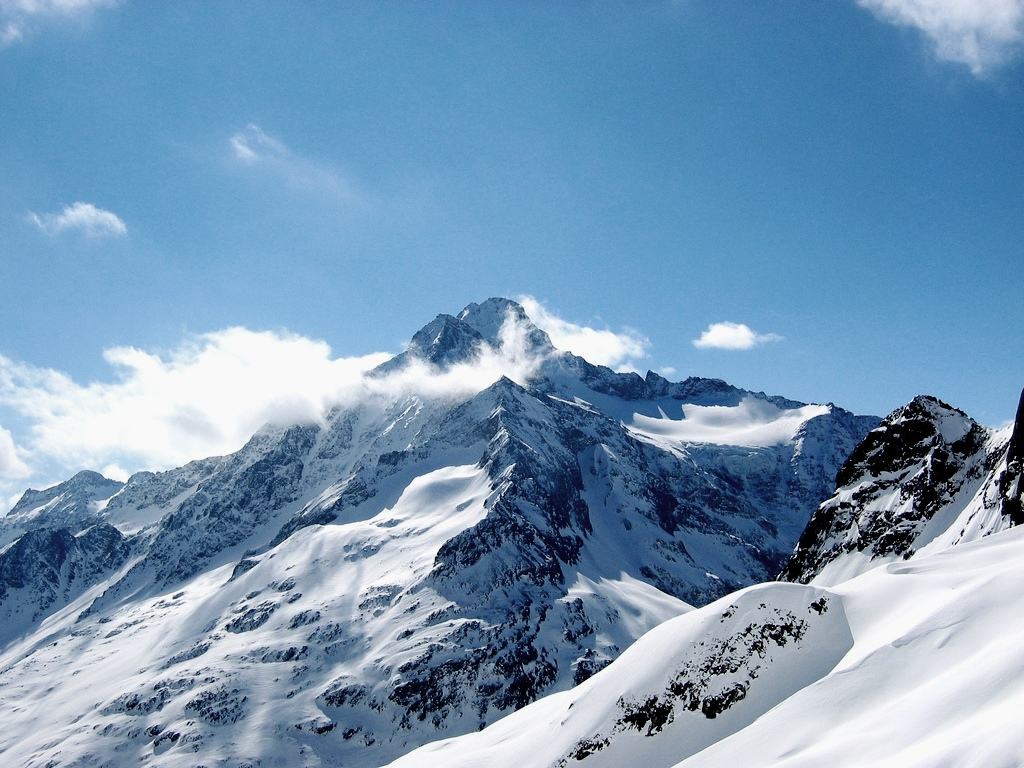
Le Stucklistock

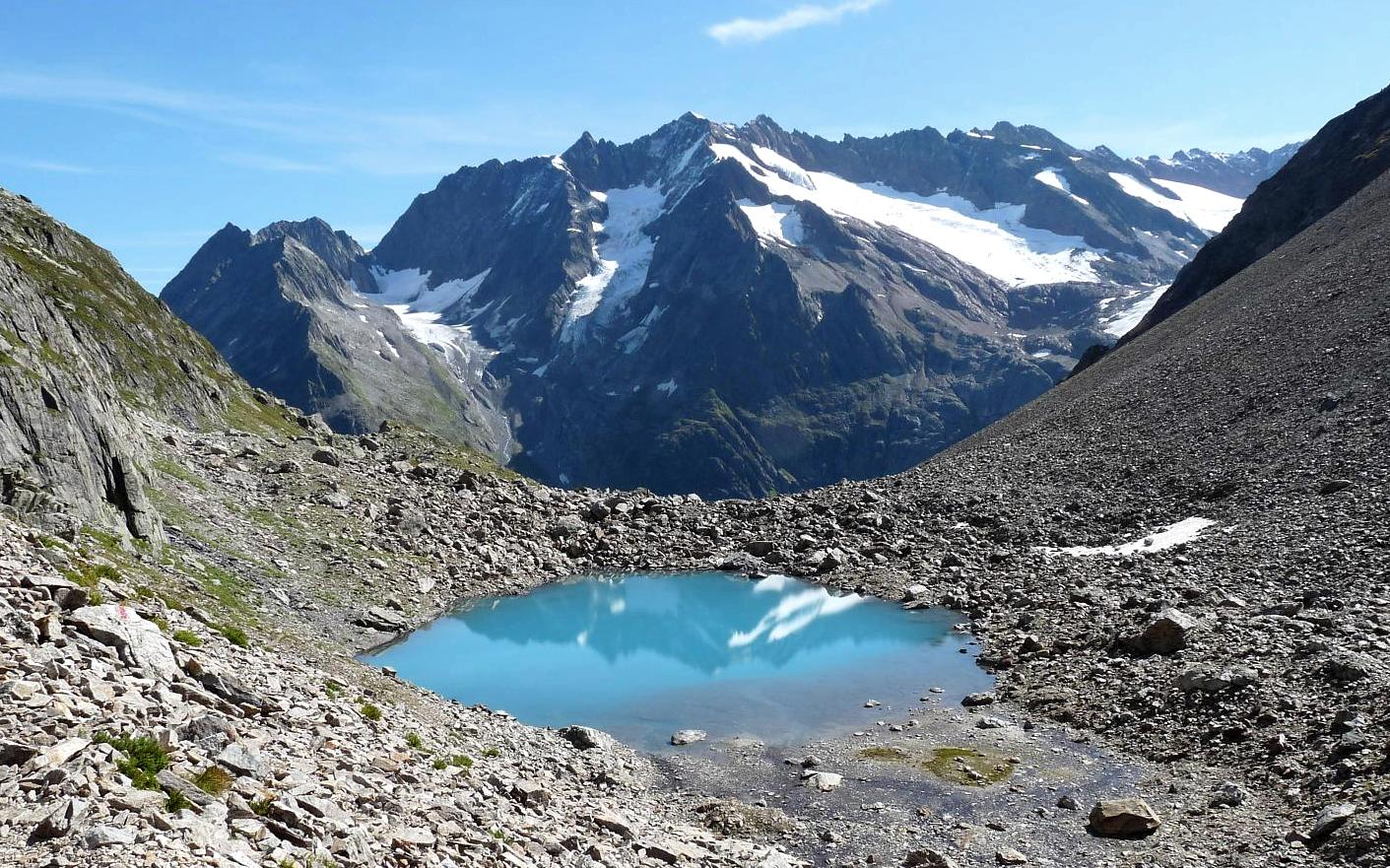
Le Hinter Tierberg

Les principaux sommets des Alpes uranaises sont :
| - 1. Dammastock, 3 631 m - 2. Schneestock, 3 608 m - 3. Rhonestock, 3 588 m - 4. Galenstock, 3 586 m - 5. Eggstock, 3 554 m - 6. Tiefenstock, 3 515 m - 7. Sustenhorn, 3 502 m - 8. Hinter Tierberg, 3 445 m - 9. Fleckistock, 3 416 m - 10. Gwächtenhorn, 3 404 m - 11. Maasplanggstock, 3 402 m - 12. Wysse Nollen, 3 397 m - 13. Diechterhoren, 3 388 m - 14. Tieralplistock, 3 383 m - 15. Vorder Sustenhorn, 3 318 m - 16. Vordersustenlimihorn, 3 316 m - 17. Stucklistock, 3 313 m - 18. Mittler Tierberg, 3 309 m - 19. Gletschhorn, 3 304 m - 20. Titlis, 3 238 m - 21. Rorspitzli, 3 220 m - 22. Sidelenhorn, 3 217 m - 23. Gwächtenhorn, 3 214 m - 24. Brunnenstock, 3 210 m - 25. Chüeplanggenstock, 3 207 m - 26. Gross Bielenhorn, 3 207 m - 27. Voralphorn, 3 203 m - 28. Winterstock, 3 203 m - 29. Chelenalphorn, 3 202 m | - 30. Gross Griessenhorn, 3 202 m - 31. Gross Spannort, 3 198 m - 32. Hinteres Sustenlimihorn, 3 194 m - 33. Gärstenhörner, 3 189 m - 34. Limistock, 3 189 m - 35. Tällistock, 3 185 m - 36. Rotstock, 3 183 m - 37. Hoch Horefellistock, 3 175 m - 38. Gross Furkahorn, 3 169 m - 39. Winterberg, 3 167 m - 40. Chli Spannort, 3 140 m - 41. Hinter Schloss (Schlossberg), 3 132 m - 42. Steinhüshorn, 3 121 m - 43. Chilchlistock, 3 114 m - 44. Krönten, 3 107 m - 45. Hintere Gelmerhörner, 3 100 m - 46. Vordre Tierberg, 3 090 m - 47. Zwächten, 3 078 m - 48. Lochberg, 3 074 m - 49. Müeterlishorn, 3 066 m - 50. Wendenstöcke, 3 041 m - 51. Blauberg, 3 039 m - 52. Triftstöckli, 3 035 m - 53. Klein Titlis, 3 028 m - 54. Klein Furkahorn, 3 026 m - 55. Wendenhorn, 3 023 m - 56. Spitzli, 3 011 m - 57. Bächenstock, 3 008 m - 58. Reissend Nollen, 3 003 m |

### Autres sommets remarquables
- Pilatus (Tomlishorn), 2 128 m
- Salbitschijen, 2 985 m

### Principaux glaciers

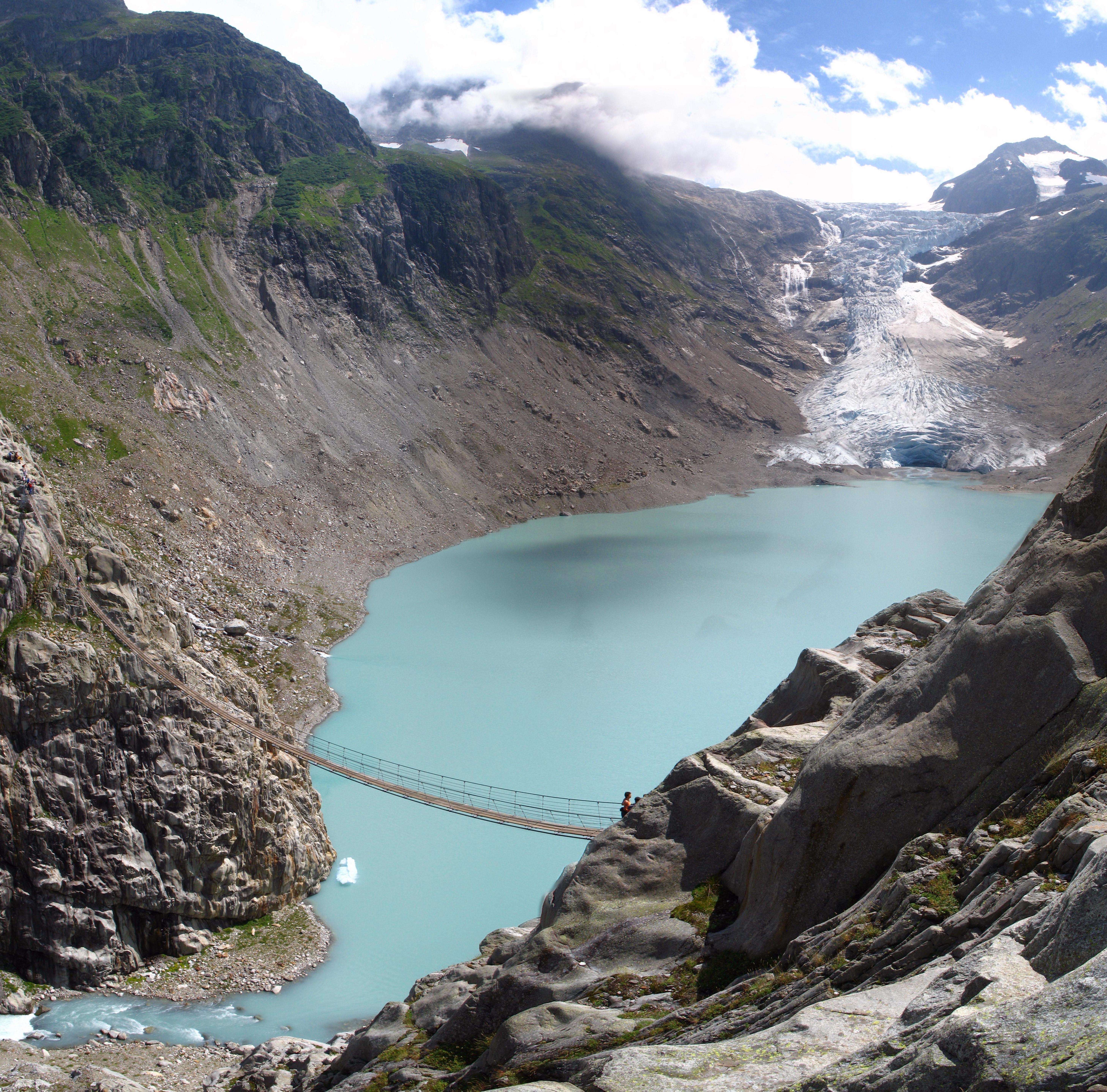
Le glacier de Trift

- le glacier du Rhône
- le glacier de Trift
- le glacier de Stein
- le glacier de Tiefen
- le glacier de Chelen
- le glacier de Damma

## Géologie
La partie méridionale du massif, la plus élevée, est constituée essentiellement de roches cristallines autochtones, à savoir principalement des granites, des amphibolites, du gneiss et des ardoises, par endroits recouvertes de nappes calcaires.
Au nord, ces roches laissent progressivement la place à des molasses.

## Activités

### Stations de sports d'hiver
Les stations sont situées en grande majorité dans la partie septentrionale des Alpes uranaises.
- Alpnach
- Attinghausen
- Beatenberg
- Beckenried
- Dallenwil
- Engelberg
- Flühli
- Gurtnellen
- Hasliberg
- Kriens
- Marbach
- Melchtal
- Stans
- Wolfenschiessen